# Krzysztof Chwalibóg
Krzysztof Marcin Chwalibóg (ur. 1940, zm. 17 lutego 2023) – polski architekt.

## Życiorys
Ukończył architekturę na Politechnice Warszawskiej. Został członkiem Izby Architektów RP. Był inicjatorem powołania w 1996 i następnie przewodniczącym Polskiej Rady Architektury. Od 1991 do 2000 pełnił funkcję prezesa Stowarzyszenia Architektów Polskich.
Zaprojektował m.in. kościół parafialny w parafii św. Jana Kantego w Legionowie, zespół sakralny w Żychlinie, budynek biurowca Aplauz w Warszawie, zespół Gdynia Hill, opracował koncepcję pasma zabudowy jednorodzinnej w Wilanowie. Wyróżniany nagrodami resortowymi (m.in. za publikację Krajobraz Polski i polityka) i branżowymi (np. nagrodą specjalną SARP za projekt Hotelu Eris w Krynicy). Był członkiem Komitetu Wspierania Muzeum Historii Żydów Polskich Polin w Warszawie.
W czasach PRL odznaczony Brązowym Krzyżem Zasługi, Medalem 40-lecia Polski Ludowej i Odznaką „Zasłużony Działacz Kultury”. W 2012 został odznaczony Krzyżem Oficerskim Orderu Odrodzenia Polski, a w 2003 Krzyżem Kawalerskim tego orderu.

## Publikacje
- Jakość mieszkań i zespołów mieszkaniowych, Centralny Ośrodek Informacji Budownictwa, Warszawa 1970
- Ewolucja struktury zespołów mieszkaniowych, Instytut Kształtowania Środowiska i PWN, Warszawa 1976
- Krajobraz Polski. Nasze dziedzictwo i obowiązek, Media Corporation, Warszawa 2002
- Architektura przyjaznych przestrzeni, Narodowy Instytut Architektury i Urbanistyki, Warszawa 2022[6]